# Necturus beyeri
Espèce
Statut de conservation UICN

 LC  : Préoccupation mineure
Necturus beyeri est une espèce d'urodèles de la famille des Proteidae.

## Répartition
Cette espèce est endémique des États-Unis. Elle se rencontre de chaque côté de la vallée du Mississippi.

## Description
Necturus beyeri mesure de 112 à 123 mm pour les mâles et de 115 à 135 mm pour les femelles. Il s'agit d'une espèce exclusivement aquatique.

## Étymologie
Cette espèce est nommée en l'honneur de George Eugene Beyer (1861-1926).

## Publication originale
- Viosca, 1937 : A tentative revision of the genus Necturus with descriptions of three new species from the southern Gulf Drainage area. Copeia, vol. 1937, no 2, p. 120-138.